# Гильбер, Иветта
Иветта Гильбер (фр.  Yvette Guilbert, 20 января 1865, Париж — 3 февраля 1944, Экс-ан-Прованс) — французская певица и актриса кабаре Прекрасной эпохи, модель.

## Биография и творчество

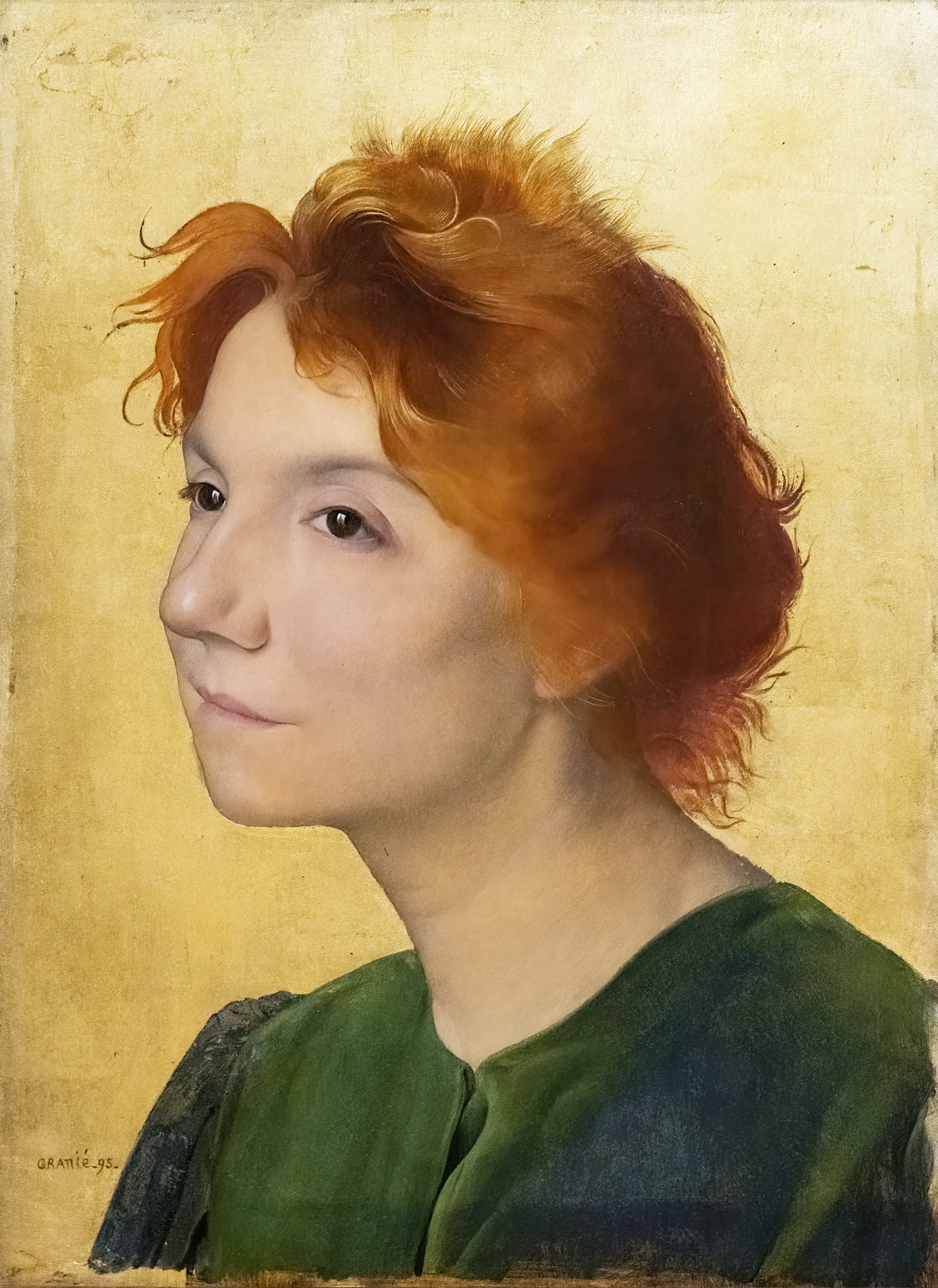
Иветт Гильбер
Портрет работы Жозефа Гранье, 1895

Дочь старьёвщика и шляпницы. Работала в швейном ателье, с 16 лет — продавщица в универмаге Printemps на бульваре Осман. Окончила курсы драматического искусства (1885). Дебютировала в Théâtre des Bouffes du Nord, затем играла в Théâtre de Cluny, Théâtre des Nouveautés, Théâtre des Variétés. Не удовлетворённая третьестепенными ролями, стала петь в кафешантанах и мюзик-холлах. В её репертуаре были песни на стихи Поля де Кока, Жана Лоррена, Жана Ришпена и собственные сочинения. Отличительной манерой исполнения для Иветты стало введение в шансон не вполне пристойных песенок-скороговорок, подкупавших публику сексуальным содержанием.
При этом певица поражала слушателей контрастом: скромной внешностью и дерзкими текстами. Большинство песен Иветты были о трагической любви на фоне парижской бедности, с которой она была знакома не понаслышке.
В автобиографической книге «Воспоминания», вышедшей в 1927 году, Иветта Гильбер раскрывает секрет своего успеха у публики: «Творить бесстыдные выходки и демонстрировать пороки моих слушателей, превращая их в темы юмористических песенок и заставляя их смеяться над собой».
Во время выступления Иветта всегда была одета в жёлтое или зелёное платье и длинные черные перчатки, про которые она сама писала: "Черные перчатки — это символ изысканности, который я могу внести в эту хулиганскую и немножко простецкую атмосферу".
В мюзик-холле Эльдорадо её заметил Зигмунд Фрейд, они познакомились, между ними завязалась оживленная переписка. Впоследствии Фрейд повесил её фотографию в своём кабинете рядом с фотографией Лу Саломе.
При поддержке Шарля Зидлера, с которым познакомилась в 1885, получила в 1891 ангажемент в Мулен Руж. Её дебюту посвятил первый выпуск своей ежемесячной хроники в журнале Mensuel Марсель Пруст. Здесь певицу увидел Тулуз-Лотрек.
В 1906 Гильбер выступала в Карнеги-Холле, в 1913 — в казино Ниццы, пела в Германии и Великобритании. Её репертуар в эти годы стал более литературным, пополнился средневековыми песнями.
В поздние годы занималась театральной антрепризой, вела хронику в газетах и журналах, выступала по радио, занималась преподаванием и режиссурой, написала несколько книг, снялась в фильмах Мурнау (Фауст, 1926), Л’Эрбье (Деньги, 1928), Мориса Турнёра (Две сиротки, 1933), Саша Гитри (Помечтаем, 1936) и др.
Записывала песни около сорока лет, многие записи сохранились. Похоронена на кладбище Пер-Лашез.

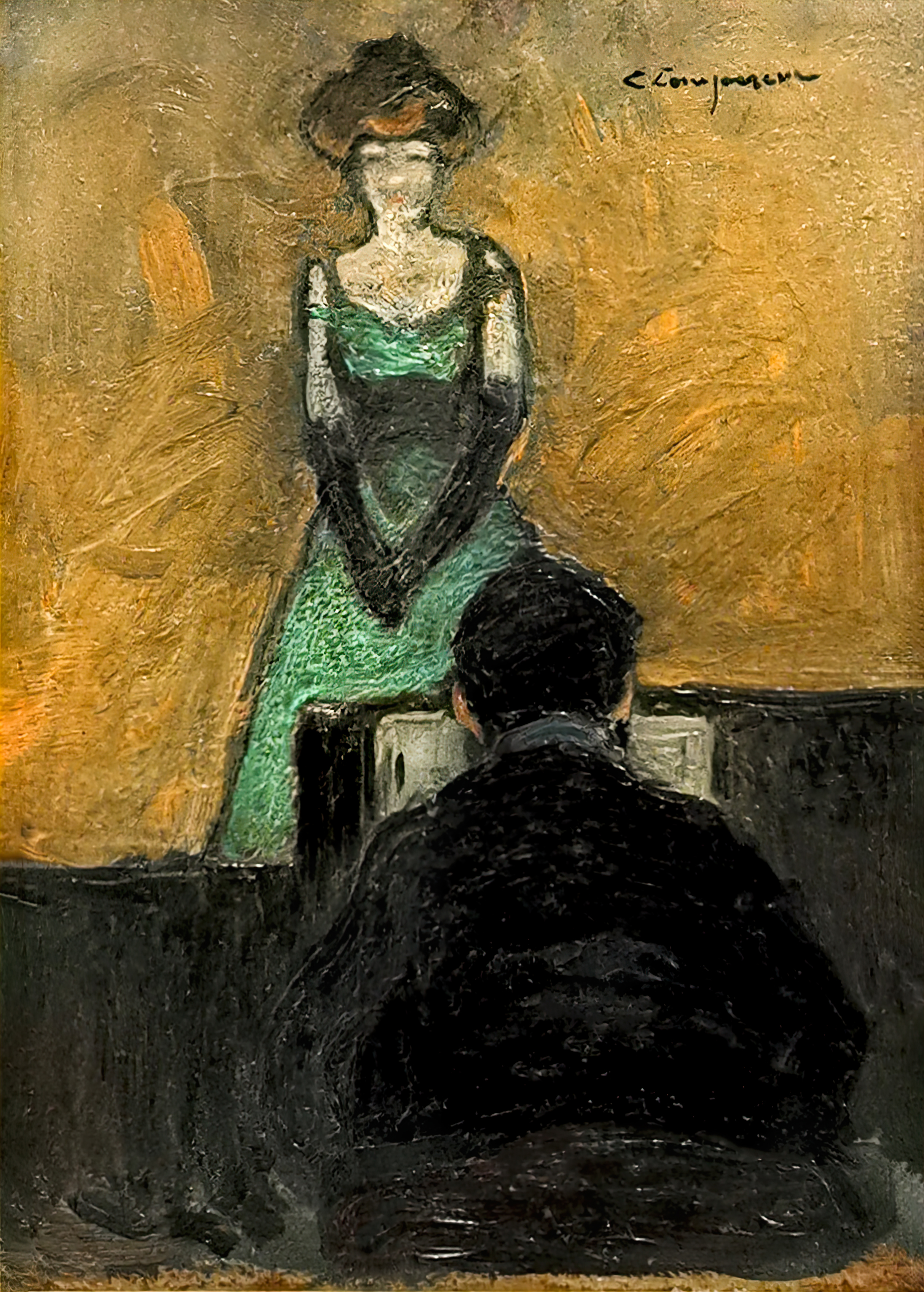
Эдмон Лампрер. Портрет Иветт Гильбер (между 1895 и 1900), Альби, музей Тулуз-Лотрека

## Мемуарные и другие книги

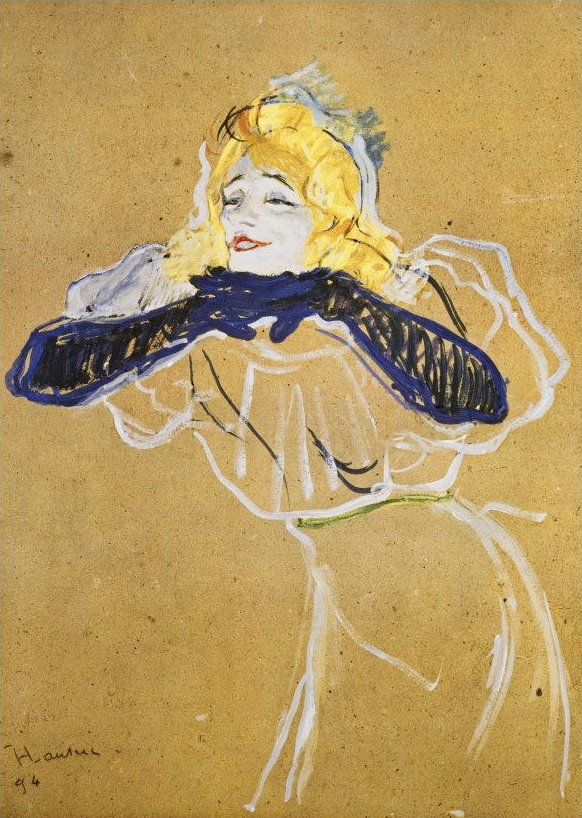
Тулуз-Лотрек. Иветта Гильбер (ГМИИ им. Пушкина, 1894).

- Comment on devient une étoile (1893)
- La vedette (1902)
- La Chanson de ma vie (1927)
- L’art de chanter une chanson (1928)
- La Passante émerveillée (1929)
- Mes lettres d’amour (1933)
- Autres temps, autres chants (1946)

## Образ в искусстве

### В работах Анри Тулуз-Лотрека

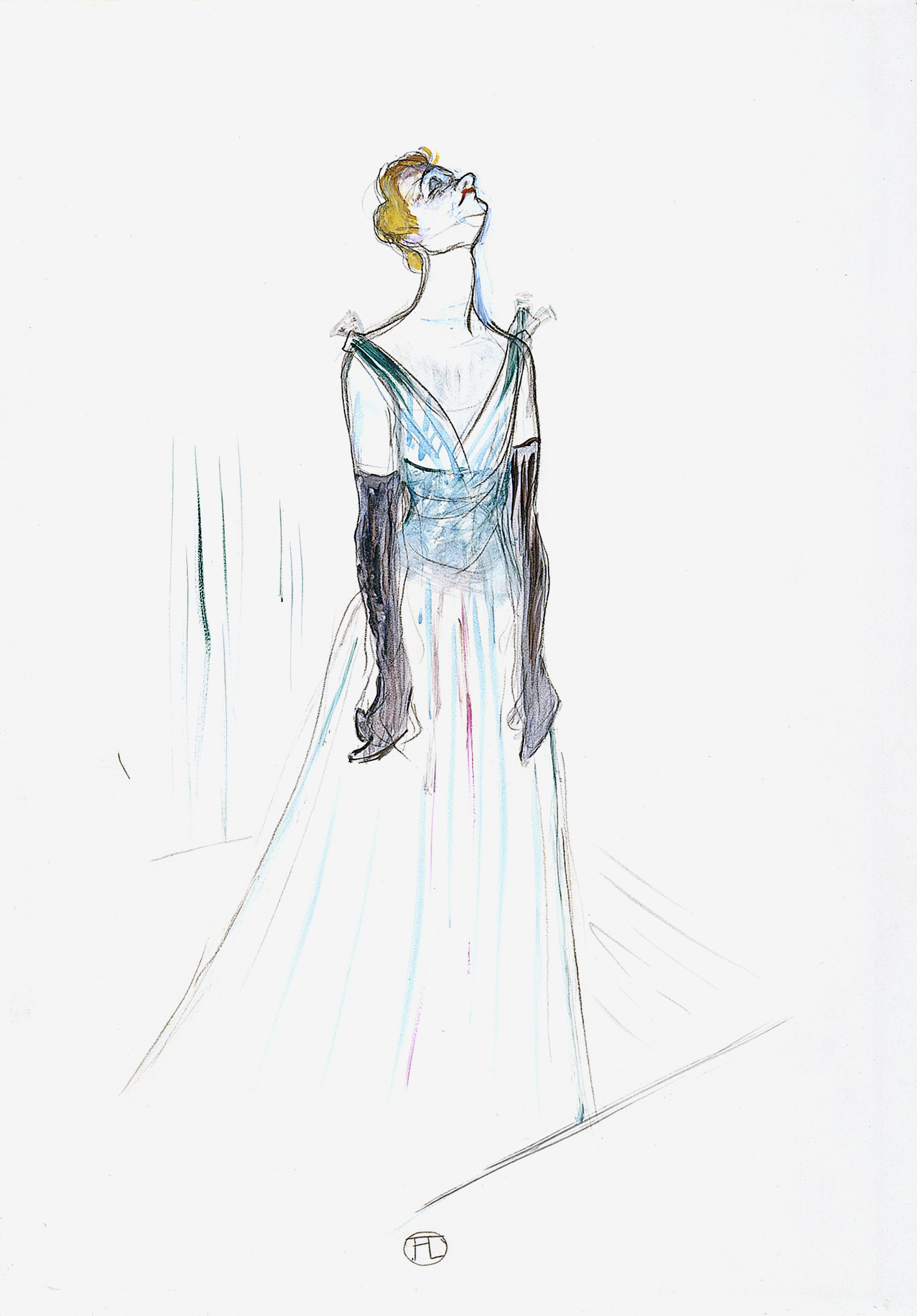

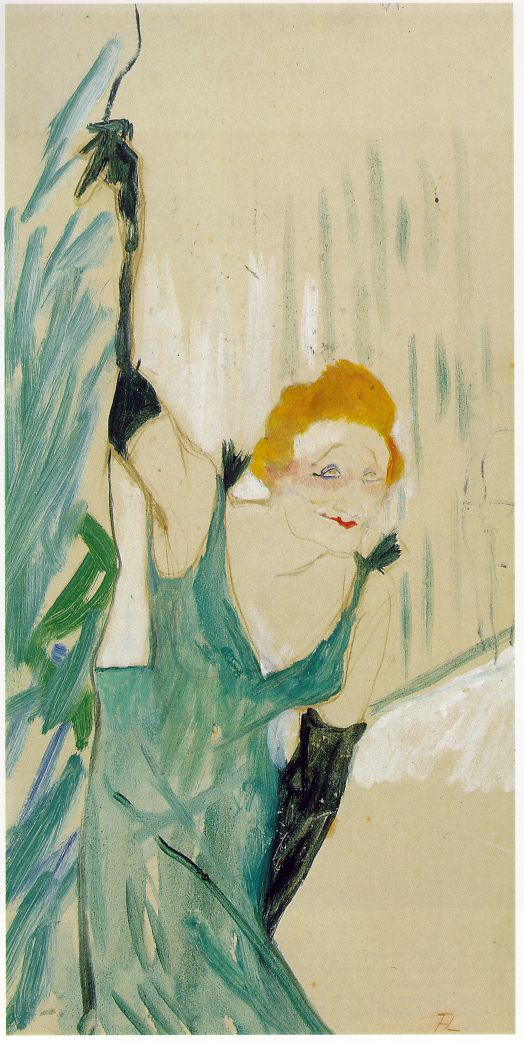

Иветта Гильбер наиболее известна как модель Тулуз-Лотрека, но её писали и другие художники (Жюль Шере, Андре Сине, Эдмон Лампрер), фотографировал Карл Ван Вехтен. Ей посвящён игровой музыкальный телефильм Бернара Клэ (1980). Русский писатель В.М. Дорошевич, покоренный талантом певицы, посвятил Иветте Гильбер театральный очерк.

## Признание
Кавалер Ордена Почётного легиона (1932).